# Турнеја Британских и Ирских Лавова по Аустралији и по Новом Зеланду 1966.
Турнеја Британских и Ирских Лавова по Аустралији и по Новом Зеланду 1966. (службени назив: 1966 British Lions tour to Australia and New Zealand) је била турнеја острвског рагби дрим тима по Аустралији и Новом Зеланду 1966.
 Лавови су на овој турнеји одиграли 35 мечева, забележили су 23 победе и 9 пораза, док су 3 утакмице одигране нерешеним резултатом. Лавови су победили у серији против репрезентације Аустралије, али су убедљиво поражени у серији од репрезентације Новог Зеланда. Две утакмице Лавови су одиграли и у Канади.

## Тим
Стручни штаб
- Менаџер ДЏ Обрајан, Ирска
- Главни тренер Џон Робинс, Велс

Играчи
'Бекови'
- Тери Прајс, Велс
- Дон Ротерфорд, Енглеска
- Стјуарт Вилсон, Шкотска
- Дејви Беб, Велс
- Бери Брешинен, Ирска
- Сенди Хиншелвуд, Шкотска
- Кен Џонс, Велс
- Колин Мекфаден, Енглеска
- Кејт Севиџ, Енглеска
- Џери Волш, Ирска
- Стјуарт Воткинс, Велс
- Мајк Вестон, Енглеска
- Мајк Гибсон, Ирска
- Алан Лујис, Велс
- Дејвид Воткинс, Велс
- Роџер Јанг, Ирска

'Скрам'
- Мајк Ламертон, Шкотска, капитен
- Дерик Грент, Шкотска
- Кен Кенеди, Ирска
- Френк Леидлов, Шкотска
- Рони Ламонт, Ирска
- Вили Џон Мекбрајд, Ирска
- Реј Меклафин, Ирска
- Ноел Марфи, Ирска
- Хауард Норис, Велс
- Алан Паск, Велс
- Дејвид Пауел, Енглеска
- Брајан Прајс, Велс
- Герет Протеро, Велс
- Џим Телфер, Шкотска
- Делм Томас, Велс
- Дензел Вилијамс, Велс

## Утакмице
| Утак. | Тим                                | Резултат | Тим    |
| ----- | ---------------------------------- | -------- | ------ |
| 1.    | Вестерн Аустралија                 | 3:60     | Лавови |
| 2.    | Саут Аустралија                    | 11:38    | Лавови |
| 3.    | Викторија                          | 14:24    | Лавови |
| 4.    | Комбајнед каунтри                  | 4:6      | Лавови |
| 5.    | Нови јужни Велс                    | 6:6      | Лавови |
| 6.    | Валабиси                           | 8:11     | Лавови |
| 7.    | Квинсленд                          | 3:26     | Лавови |
| 8.    | Валабиси                           | 0:31     | Лавови |
| 9.    | Саутленд                           | 14:8     | Лавови |
| 10.   | Кантербери и Отаго                 | 20:12    | Лавови |
| 11.   | Отаго                              | 9:17     | Лавови |
| 12.   | НЗ Универзитети                    | 11:24    | Лавови |
| 13.   | Велингтон                          | 20:6     | Лавови |
| 14.   | Голден беј                         | 14:22    | Лавови |
| 15.   | Таранаки                           | 9:12     | Лавови |
| 16.   | Беј оф пленти                      | 6:6      | Лавови |
| 17.   | Норт Окленд                        | 3:6      | Лавови |
| 18.   | Ол блекси                          | 20:3     | Лавови |
| 19.   | Вест коуст булер                   | 6:25     | Лавови |
| 20.   | Кантербери                         | 6:8      | Лавови |
| 21.   | Манавату                           | 8:17     | Лавови |
| 22.   | Окланд                             | 6:12     | Лавови |
| 23.   | Ваирапа                            | 6:9      | Лавови |
| 24.   | Ол блекси                          | 16:12    | Лавови |
| 25.   | Вангануи                           | 12:6     | Лавови |
| 26.   | Новозеландски Маори                | 14:16    | Лавови |
| 27.   | Ист коуст                          | 6:9      | Лавови |
| 28.   | Хокс беј                           | 11:11    | Лавови |
| 29.   | Ол блекси                          | 19:6     | Лавови |
| 30.   | Млада репрезентација Новог Зеланда | 3:9      | Лавови |
| 31.   | Ваикато                            | 9:20     | Лавови |
| 32.   | Тејмс                              | 9:13     | Лавови |
| 33.   | Ол блекси                          | 24:11    | Лавови |
| 34.   | Бритиш Колумбија                   | 8:3      | Лавови |
| 35.   | Репрезентација Канаде              | 8:19     | Лавови |

| Победник турнеје по Аустралији 1966. |
| ------------------------------------ |
| Британски и ирски лавови (2-0)       |

| Победник турнеје по Новом Зеланду 1966. |
| --------------------------------------- |
| Ол блекси (4-0)                         |

## Статистика
Највише поена против Аустралије|Новог Зеланда
Стјуарт Вилсон 30 поена

## Видео снимци
Нови Зеланд - Британски и ирски лавови, четврти тест меч, снимак целе утакмице 1966.
1966 Test Match: New Zealand All Blacks vs British Irish Lions (4th Test) - YouTube